# Fat Man Williams
Dave Albert „Fat Man“ Williams (* 26. April 1920 in New Orleans; † 13. März 1982) war ein US-amerikanischer Rhythm-&-Blues- und Jazzmusiker (Piano, Gesang).
Dave Williams wurde in der Touro Street im French Quarter von New Orleans geboren; seine Mutter war Organistin der First Free Will Baptist Church. Mit fünf Jahren begann er Piano zu spielen und sammelte erste musikalische Erfahrungen in der Band seiner Cousins. Um 1940 hatte er erste professionelle Auftritte in lokalen Clubs. Nach Kriegsende spielte er bei Freddie Kohlman, dann in der Rhythm-and-Blues-Szene um das Label Imperial Records; seinen Spitznamen „Fat Man“ erhielt er wegen seiner sowohl physischen als auch musikalischen Ähnlichkeit zu Fats Domino.
Unter eigenem Namen spielte Williams 1959 für Specialty die Fats-Domino-Nummer „Don't You Hear Me Calling You“ ein, die allerdings unveröffentlicht blieb und erst 1986 auf der Kompilation Crescent City Bounce bei Ace Records veröffentlicht wurde. 1963 nahm er, begleitet von Ernest Poree (Altsaxophon), Narvin „Ray“ Kimball (Bass) und Lloyd Washington (Schlagzeug) vier weitere Titel auf, die 1974 auf seiner Debüt-LP I Ate Up the Apple Tree erschienen sind.  1965 spielte er in der Hugh Watts Jeune Amis Jazz Band, der u. a. auch Alvin Alcorn und Captain John Handy angehörten.
Erst 1974 entstanden weitere Aufnahmen Williams’, als er mit seiner Band aus Clive Wilson (Trompete), Clarence Ford (Klarinette, Tenorsax), James Prevost (Bass) und Ralph "Chester" Jones (Schlagzeug) im Nachtclub Lee and Charlie's auftrat. In den folgenden Jahren spielte er mit Alvin Alcorn and His New Orleans Jazz Band, Kid Thomas Valentine & The Preservation Hall Jazz Band (mit der er 1976 auch in Japan tourte), und in Dänemark mit der Peter Nissen's New Orleans Band. Dort trat er u. a. auch mit Wild Bill Davison im Hot House Jazz Club in Herlev auf. 1980 und 1981 gastierte er mit der Houlind-Rimington New Orleans Band (von Doc Houlind und Sammy Rimington) auf dem Jazzfestival Femø, im August 1981 in Kopenhagen, wo seine letzten Aufnahmen entstanden. Im Bereich des Jazz war er zwischen 1959 und 1981 an zwölf Aufnahmesessions beteiligt.
Sein Spiel war eine Mischung aus Rhythm and Blues und New Orleans Jazz.